# 新田弥生
新田 弥生（にった やよい、旧姓:吉田）は、水沢競馬場所属の元騎手。夫は新田守調教師（水沢）。

## 来歴
高橋優子に続く平地女性騎手第2号。当時騎手であった新田守と結婚して新田姓に。第1回国内女性騎手招待競走（1982年）で優勝。レディスカップ（1984年・上山競馬場）では、のちに2000勝騎手となったパトリシア・ジョーン・クックセイらを抑えて優勝。通算706戦68勝。